# 怡和街68號

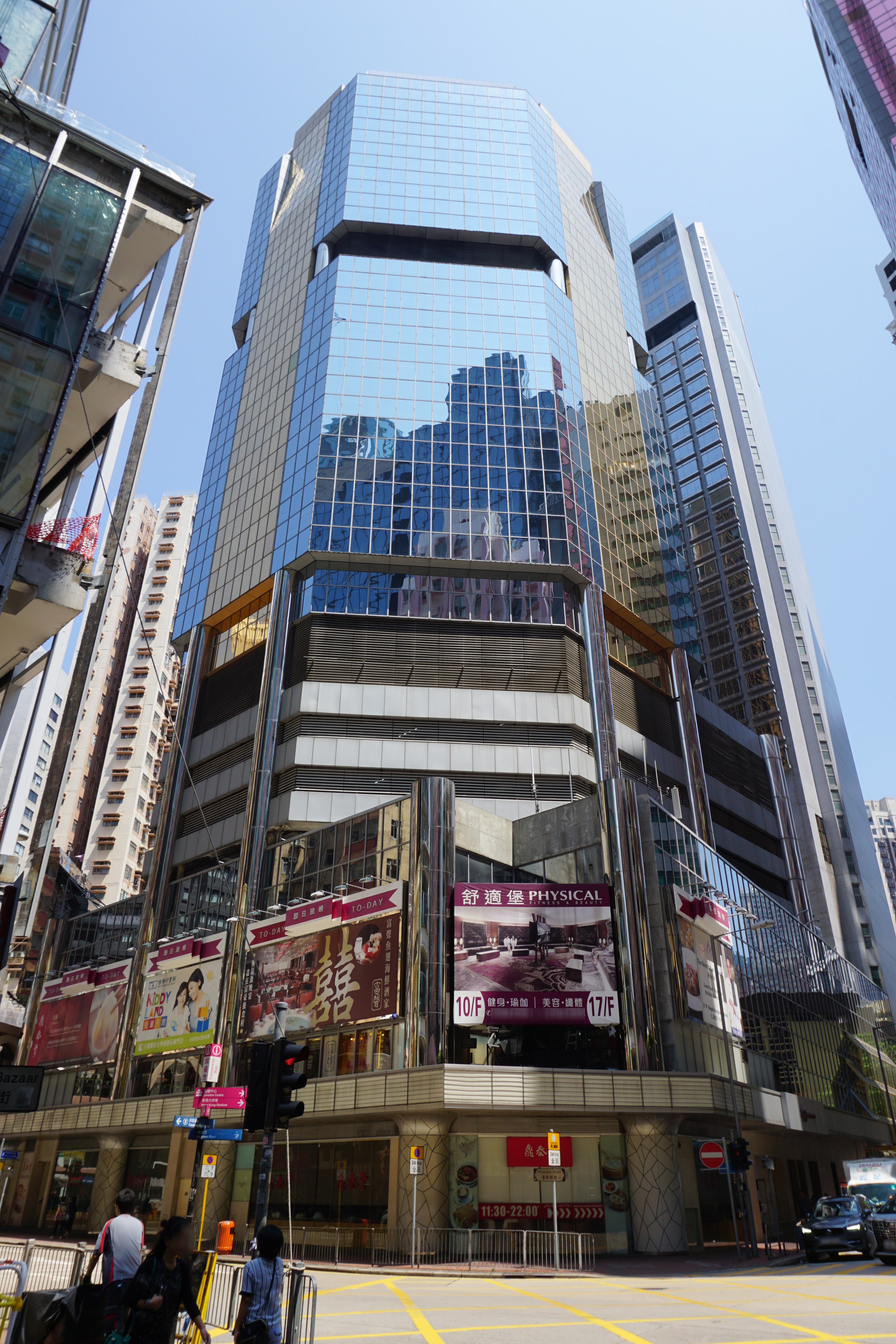
怡和街68號

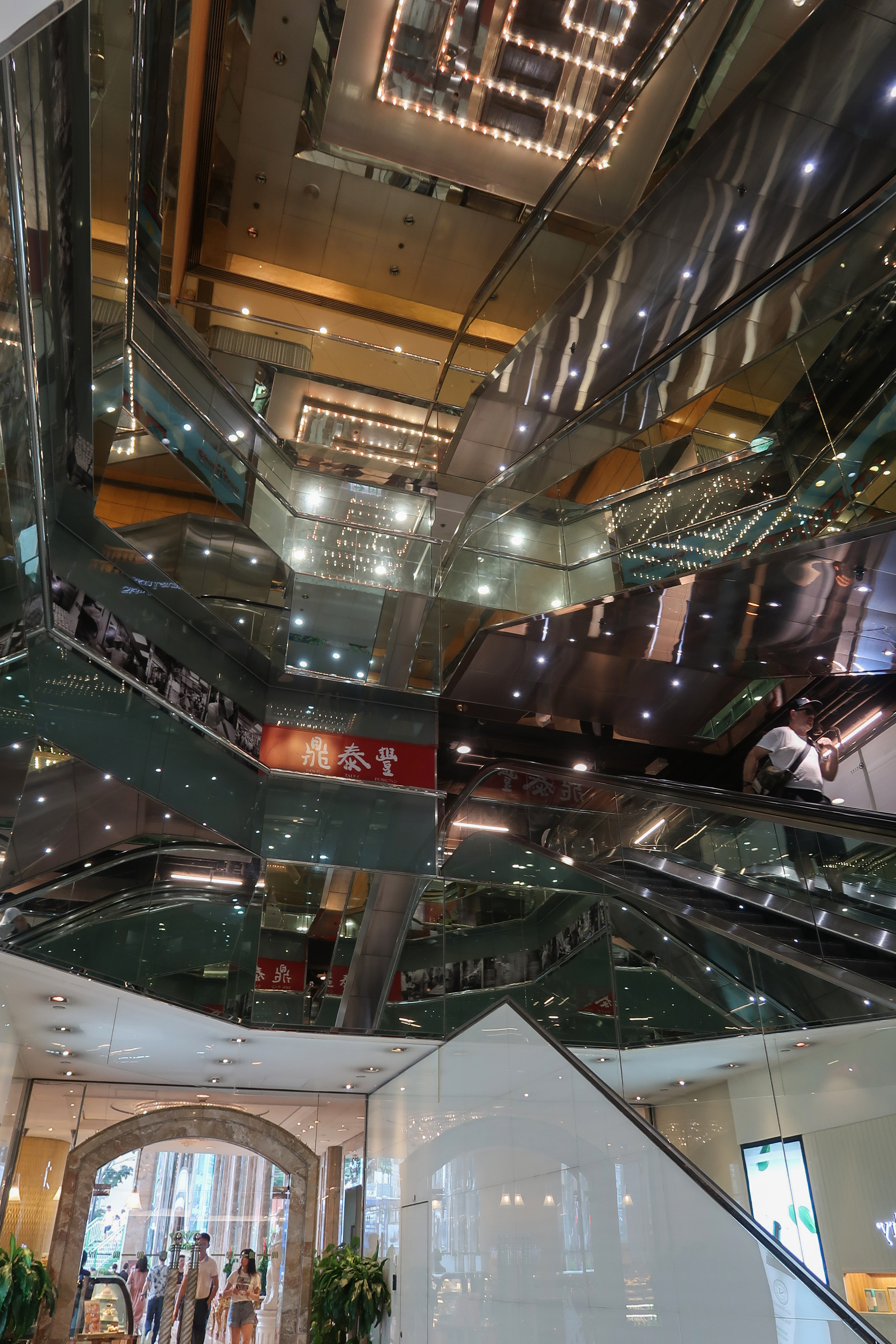
怡和街68號基座商場中庭

怡和街68號（英語：68 Yee Wo Street），前稱百利保廣場（Paliburg Plaza），為香港的一座甲級寫字樓，位處於香港島銅鑼灣怡和街68號，樓高20層，基座商場早於1987年開幕，辦公大樓則延至1989年初落成，前身是豪華大廈與豪華戲院。怡和街68號由商場及寫字樓組成，其中地下至6樓為商場，其餘樓層為寫字樓部分，主要租戶包括舒適堡健身公司（男女賓）、百利保控股屬下的富豪國際酒店集團等，而其中18-22樓更為百利保集團的總部，但已遷往大樓的11-12及20-22樓。大廈前租客則包括現代美容控股有限公司的現代美容中心銅鑼灣怡和街分店。
怡和街68號旁為百利保集團屬下的富豪酒店集團的富豪香港酒店。

## 參看
- 富豪香港酒店
- 富豪國際酒店集團
- 富豪酒店國際控股
- 百利保集團